# Discografia di Grace Jones
La discografia di Grace Jones, in attività dal 1975, comprende 10 album in studio, 1 album di remix, 8 compilation, 6 extended play, 62 singoli e 2 album video.

## Album in studio
| Titolo              | Pubblicazione                                            | Classifiche | Classifiche | Classifiche | Classifiche | Classifiche | Classifiche | Classifiche | Classifiche | Classifiche | Classifiche | Certificazioni                              |
| Titolo              | Pubblicazione                                            | AUS         | AUT         | GER         | ITA         | NL          | NZ          | SWE         | SWI         | UK          | US          | Certificazioni                              |
| ------------------- | -------------------------------------------------------- | ----------- | ----------- | ----------- | ----------- | ----------- | ----------- | ----------- | ----------- | ----------- | ----------- | ------------------------------------------- |
| Portfolio           | - Data: 6 settembre 1977 - Etichetta: Island             | 27          | —           | —           | 9           | 8           | —           | 22          | —           | —           | 109         |                                             |
| Fame                | - Data: 7 giugno 1978 - Etichetta: Island                | 59          | —           | —           | 15          | —           | —           | 22          | —           | —           | 97          |                                             |
| Muse                | - Data: 4 settembre 1979 - Etichetta: Island             | —           | —           | —           | —           | —           | —           | 38          | —           | —           | 156         |                                             |
| Warm Leatherette    | - Data: 9 maggio 1980 - Etichetta: Island                | 47          | —           | —           | —           | —           | —           | —           | —           | 45          | 132         |                                             |
| Nightclubbing       | - Data: 11 maggio 1981 - Etichetta: Island               | 19          | —           | 8           | —           | 2           | 3           | 4           | —           | 35          | 32          | - ARIA: Platino - BVMI: Oro - RMNZ: Platino |
| Living My Life      | - Data: 7 novembre 1982 - Etichetta: Island              | 34          | —           | 46          | —           | 18          | 3           | 7           | —           | 15          | 86          | - RMNZ: Platino                             |
| Slave to the Rhythm | - Data: 28 ottobre 1985 - Etichetta: Island              | 34          | 7           | 10          | 15          | 8           | 11          | 23          | 9           | 12          | 73          | - RMNZ: Platino                             |
| Inside Story        | - Data: 14 novembre 1986 - Etichetta: Manhattan          | 51          | 15          | 38          | —           | —           | 12          | 34          | 30          | 61          | 81          | - BPI: Argento                              |
| Bulletproof Heart   | - Data: 13 ottobre 1989 - Etichetta: Capitol             | 108         | —           | 55          | —           | —           | —           | —           | —           | —           | —           |                                             |
| Hurricane           | - Data: 3 novembre 2008 - Etichetta: Wall of Sound, PIAS | 123         | 23          | 19          | 40          | 63          | 37          | 34          | 28          | 42          | —           |                                             |

## Extended play
- 1977 - I Need A Man/Sorry/That's The Trouble/I Need A Man (Instrumental) (Top Tape – TCD-54) (Brasile)
- 1982 - Dance Sampler (La Vie En Rose/I Need A Man/My Jamaican Guy/Pull Up To The Bumper (Island Records – IS 865) (Canada)
- 1986 - Island Life. Grace Jones/Traffic Media Sampler (Island Records – MPEP 2) (UK)
- 2008 - Corporate Cannibal (Mixes)  (Wall Of Sound, EP promo) (UK)
- 2008 - Williams' Blood (Mixes)  (Wall Of Sound, EP promo) (UK)
- 2010 - Love You To Life  (Wall Of Sound – WOS 058D) (UK)

## Raccolte
| Titolo                                                                    | Pubblicazione                                        | Classifiche | Classifiche | Classifiche | Classifiche | Classifiche | Classifiche | Classifiche | Classifiche | Certificazioni                                         |
| Titolo                                                                    | Pubblicazione                                        | AUS         | AUT         | GER         | NL          | NZ          | SWI         | UK          | US          | Certificazioni                                         |
| ------------------------------------------------------------------------- | ---------------------------------------------------- | ----------- | ----------- | ----------- | ----------- | ----------- | ----------- | ----------- | ----------- | ------------------------------------------------------ |
| Island Life                                                               | - Data: 3 dicembre 1985 - Etichetta: Island          | 9           | 10          | 22          | 14          | 1           | 22          | 4           | 161         | - ARIA: Oro - BPI: Oro - IFPI AUT: Oro - RMNZ: Platino |
| The Ultimate                                                              | - Data: 1993 - Etichetta: Island                     | —           | —           | —           | 33          | —           | —           | —           | —           |                                                        |
| Private Life: The Compass Point Sessions                                  | - Data: 16 giugno 1998 - Etichetta: Island           | —           | —           | —           | —           | 37          | —           | 158         | —           |                                                        |
| 20th Century Masters – The Millennium Collection: The Best of Grace Jones | - Data: 21 ottobre 2003 - Etichetta: Island          | —           | —           | —           | —           | —           | —           | —           | —           |                                                        |
| The Universal Masters Collection                                          | - Data: 2 dicembre 2003 - Etichetta: Island          | —           | —           | —           | —           | —           | —           | —           | —           |                                                        |
| The Collection                                                            | - Data: 14 giugno 2004 - Etichetta: Universal        | —           | —           | —           | —           | —           | —           | —           | —           |                                                        |
| The Grace Jones Story                                                     | - Data: 4 aprile 2006 - Etichetta: Universal         | —           | —           | —           | —           | —           | —           | —           | —           |                                                        |
| The Ultimate Collection                                                   | - Data: 20 ottobre 2006 - Etichetta: Universal       | —           | —           | —           | —           | —           | —           | —           | —           |                                                        |
| Icon                                                                      | - Data: 22 gennaio 2013 - Etichetta: Universal       | —           | —           | —           | —           | —           | —           | —           | —           |                                                        |
| Disco (Portfolio, Fame, Muse boxed set)                                   | - Data: 4 maggio 2015 - Etichetta: Island, Universal | —           | —           | —           | —           | —           | —           | 99          | —           |                                                        |

## Raccolte locali
Di seguito vengono riportate le raccolte pubblicate solo in determinati paesi:
- 1978 - Hi Tension / Do Or Die / Pride / Fame (12", Promo, Giappone)
- 1984 - Biggest Hits (12", 45", Promo, Francia e Grecia)
- 1990 - Dance Collection (Francia)
- 1993 - The Ultimate (Olanda ed Europa)
- 1996 - Island Life 2 (Francia)
- 2003 - The Best Of Grace Jones (Canada e USA)

## Album video
- 1982 - A One Man Show (VHS, Laser Disc)
- 1983 - The Video Singles (VHS)
- 1985 - State of Grace (Laserdisc, VHS)
- 1986 - Videograph '86  (VHS)

## Singoli
| Anno | Titolo                                       | Classifiche | Classifiche | Classifiche | Classifiche | Classifiche | Classifiche | Classifiche | Classifiche | Classifiche | Classifiche | Album                                   |
| Anno | Titolo                                       | AUS         | BEL         | GER         | ITA         | NL          | NZ          | SWI         | UK          | US          | US Dance    | Album                                   |
| ---- | -------------------------------------------- | ----------- | ----------- | ----------- | ----------- | ----------- | ----------- | ----------- | ----------- | ----------- | ----------- | --------------------------------------- |
| 1975 | I Need a Man                                 | —           | —           | —           | —           | —           | —           | —           | —           | 83          | 1           | Portfolio                               |
| 1976 | Sorry                                        | —           | —           | —           | —           | —           | —           | —           | —           | 71          | 7           | Portfolio                               |
| 1977 | La Vie en rose                               | —           | 13          | —           | 3           | 4           | —           | —           | —           | 109         | 10          | Portfolio                               |
| 1978 | Do or Die                                    | —           | —           | —           | —           | —           | —           | —           | —           | —           | 3           | Fame                                    |
| 1979 | On Your Knees                                | —           | —           | —           | —           | —           | —           | —           | —           | —           | 28          | Muse                                    |
| 1980 | A Rolling Stone (solo UK)                    | —           | —           | —           | —           | —           | —           | —           | —           | —           | —           | Warm Leatherette                        |
| 1980 | Love Is the Drug                             | —           | —           | 57          | —           | —           | —           | —           | 35          | —           | —           | Warm Leatherette                        |
| 1980 | Private Life                                 | —           | —           | —           | —           | —           | —           | —           | 17          | —           | —           | Warm Leatherette                        |
| 1980 | The Hunter Gets Captured by the Game         | —           | —           | —           | —           | —           | —           | —           | —           | —           | —           | Warm Leatherette                        |
| 1980 | Breakdown (solo US)                          | —           | —           | —           | —           | —           | —           | —           | —           | —           | —           | Warm Leatherette                        |
| 1981 | Demolition Man                               | —           | —           | —           | —           | —           | —           | —           | —           | —           | —           | Nightclubbing                           |
| 1981 | I've Seen That Face Before (Libertango)      | —           | 1           | 16          | 44          | 4           | —           | 9           | —           | —           | —           | Nightclubbing                           |
| 1981 | Pull Up to the Bumper                        | 67          | 14          | 26          | —           | 16          | 13          | —           | 12          | 101         | 2           | Nightclubbing                           |
| 1981 | Walking in the Rain                          | 94          | —           | 67          | —           | —           | 34          | —           | —           | —           | —           | Nightclubbing                           |
| 1982 | Nipple to the Bottle                         | 33          | 7           | —           | —           | 16          | 3           | —           | 50          | 103         | 2           | Living My Life                          |
| 1982 | The Apple Stretching                         | —           | —           | —           | —           | —           | —           | —           | 50          | —           | —           | Living My Life                          |
| 1983 | My Jamaican Guy                              | —           | —           | —           | —           | —           | 39          | —           | 56          | —           | —           | Living My Life                          |
| 1983 | Cry Now, Laugh Later (solo US)               | —           | —           | —           | —           | —           | —           | —           | —           | —           | 33          | Living My Life                          |
| 1983 | Living My Life (solo UK)                     | —           | —           | —           | —           | —           | —           | —           | —           | —           | —           | single only                             |
| 1985 | Slave to the Rhythm                          | 20          | 4           | 4           | 7           | 4           | 5           | 5           | 12          | —           | 1           | Slave to the Rhythm                     |
| 1985 | Jones the Rhythm                             | —           | —           | —           | —           | —           | —           | —           | —           | —           | —           | Slave to the Rhythm                     |
| 1986 | I'm Not Perfect (But I'm Perfect for You)    | —           | 18          | 39          | 22          | 39          | 9           | 24          | 56          | 69          | 4           | Inside Story                            |
| 1986 | Party Girl                                   | —           | —           | 53          | 39          | —           | —           | —           | 82          | —           | 19          | Inside Story                            |
| 1987 | Crush (solo US)                              | —           | —           | —           | —           | —           | —           | —           | —           | —           | 32          | Inside Story                            |
| 1987 | Victor Should Have Been a Jazz Musician      | —           | 40          | —           | —           | 35          | —           | —           | —           | —           | —           | Inside Story                            |
| 1989 | Love on Top of Love                          | 121         | —           | —           | —           | 47          | —           | —           | —           | —           | 1           | Bulletproof Heart                       |
| 1990 | Amado Mio                                    | —           | —           | 83          | 38          | —           | —           | —           | 96          | —           | 11          | Bulletproof Heart                       |
| 1992 | 7 Day Weekend                                | —           | —           | —           | —           | 86          | —           | —           | —           | —           | —           | Boomerang (soundtrack)                  |
| 1993 | Evilmainya                                   | —           | —           | —           | —           | —           | —           | —           | —           | —           | —           | Freddie as F.R.O.7 (soundtrack)         |
| 1993 | Sex Drive                                    | —           | —           | —           | —           | —           | —           | —           | —           | —           | 1           | Black Marilyn (non pubblicato)          |
| 1996 | Love Bites                                   | —           | —           | —           | —           | —           | —           | —           | —           | —           | —           | single only                             |
| 1997 | Hurricane (Cradle to the Grave)              | —           | —           | —           | —           | —           | —           | —           | —           | —           | —           | Force of Nature (non pubblicato)        |
| 1998 | Storm (solo Germania)                        | —           | —           | —           | —           | —           | —           | —           | —           | —           | —           | The Avengers (soundtrack)               |
| 2000 | Pull Up to the Bumper (con Funkstar De Luxe) | 54          | —           | —           | —           | —           | —           | —           | 60          | —           | —           | Keep on Moving (It's Too Funky in Here) |
| 2008 | Corporate Cannibal                           | —           | —           | —           | —           | —           | —           | —           | —           | —           | —           | Hurricane                               |
| 2008 | Williams' Blood                              | —           | 44          | —           | —           | —           | —           | —           | 131         | —           | —           | Hurricane                               |
| 2009 | Well Well Well                               | —           | —           | —           | —           | —           | —           | —           | —           | —           | —           | Hurricane                               |
| 2010 | Love You to Life                             | —           | —           | —           | —           | —           | —           | —           | —           | —           | —           | Hurricane                               |
| 2011 | Dancefloor (con Brigitte Fontaine)           | —           | —           | —           | —           | —           | —           | —           | —           | —           | —           | L'un n'empêche pas l'autre              |
| 2023 | Ooh La La (Janelle Monáe feat. Grace Jones)  | —           | —           | —           | —           | —           | —           | —           | —           | —           | —           | The Age of Pleasure                     |

1. ↑  Love Is the Drug è entrato in classifica soltanto nel 1986, quando è stato ripubblicato per promuovere la raccolta Island Life.
2. ↑  In Germania e Regno Unito Pull Up to the Bumper ha raggiunto la sua posizione massima nel 1986, quando è stato ripubblicato per promuovere la raccolta Island Life.

### Singoli promozionali
- 1976 - I'll Find My Way to You
(solo Italia)
- 1977 - Tomorrow/Send in the Clowns
(solo Filippine)
- 1978 - Autumn Leaves Part. 1 & 2
(solo Francia)
- 1978 - Autumn Leaves/Anema e core
(solo Italia)
- 1978 - Comme Un Oiseau Qui S'Envole/All On A Summers Night
(solo Canada)
- 1978 - Fame/Am I Ever Gonna Fall In Love In NYC
(solo US)
- 1978 - Am I Ever Gonna Fall in Love in New York City/Tomorrow
(solo Australia)
- 1980 - Bullshit
(solo Guatemala)
- 1980 - Warm Leatherette
(solo US)
- 1980 - Pars
(solo Francia)
- 1981 - Use Me
(solo US)
- 1981 - Feel Up
(solo US)
- 1982 - Unlimited Capacity for Love
(solo Germania)
- 2000 - The Perfect Crime
(con Floppy M) (solo Danimarca)
- 2003 - Fly to the Cloud
(William U feat Grace Jones) (solo US)
- 2004 - Clandestine Affair
(Grace Jones & Tricky) (solo UK)
- 2005 - I've Seen That Face Before (Libertango)
(Hell Interpretations) (solo Germania)
- 2014 - Me! I Disconnect From You/If You Wanna Be My Lover
- 2018 - Pull Up to the Bumper
(Joey Negro Mix) (solo Italia)

## Collaborazioni con altri artisti e apparizioni
- 1983 – Watching, nell'album Quick Step and Side Kick dei Thompson Twins
- 1985 – Election Day, nell'album So Red the Rose degli Arcadia
- 1989 – Within the Lost World, nell'album Requiem for the Americas di Jonathan Elias
- 1992 – Let Joy and Innocence Prevail, nella colonna sonora del film Toys - Giocattoli
- 2000 – Revolution, nell'album The Notorious K.I.M. di Lil' Kim
- 2009 – Soufi, nell'album Prohibition di Brigitte Fontaine
- 2010 – Yeah Yeah You Would, nell'album Last Train to Paris di Diddy – Dirty Money
- 2011 – Dancefloor e Caravane, nell'album L'un n'empêche pas l'autre di Brigitte Fontaine
- 2014 – Original Beast, nell'album The Hunger Games: Mockingjay, Part 1 – Original Motion Picture Soundtrack
- 2017 – Charger, nell'album Humanz dei Gorillaz
- 2022 – Move, nell'album Renaissance di Beyoncé
- 2023 – Two Things e A Paradise, nell'album I Came from Love di Dave Okumu
- 2023 – Ooh La La nell'album The Age of Pleasure di Janelle Monáe